# Universidade Independente
A Universidade Independente (UnI) foi uma universidade que existiu em Portugal de 1993 a 2007, quando foi encerrada compulsivamente pelo Ministério da Ciência, Tecnologia e Ensino Superior.

## História
A Universidade Independente foi uma instituição de Ensino Superior Privado, apresentou-se, desde a sua fundação, como organização vocacionada para as novas tecnologias.
Contou, entre os seus antigos alunos, com personalidades de destaque, nomeadamente o ex-Primeiro-Ministro de Portugal, José Sócrates, e ainda Armando Vara, também socialista, que concluiu o Curso de Relações Internacionais, três dias antes da sua nomeação para a Administração da Caixa Geral de Depósitos, cargo que deixou de exercer para assumir a presidência do Banco Comercial Português.
Pelo Centro de Estudos de Televisão, dirigido por Emídio Rangel, surgem nomes como os de José Alberto Carvalho, Ana Sousa Dias, Catarina Furtado, Margarida Marante, Júlia Pinheiro, Teresa Guilherme, Manuel Luís Goucha, Baptista-Bastos e Glória de Almeida Aguiar. A modelo Bárbara Elias, a ex-miss Portugal Fernanda Silva, Paulo Pinto Ribeiro e o cantor Axel também passaram pelas cadeiras da UnI, como estudantes do curso de Ciências da Comunicação.
O Departamento de Direito contou com a colaboração dos professores Pamplona Corte Real, Luís Solano Cabral de Moncada, João Miranda, Luís Manuel Teles de Meneses Leitão, Carlos Lacerda Barata, Zincke dos Reis, José Alberto Vieira, Rui Ataíde, Alexandra Leitão, Jorge Neto, Pedro Filipe Lebre de Freitas, Tiago Duarte, Rodrigo Queiroz de Melo, Silvério Mateus e dos Juízes Conselheiros Amâncio Ferreira, e Henrique Eiras.
A Universidade Independente estava dotada de uma unidade de investigação e desenvolvimento (Departamento de Biotecnologia), pela qual eram desenvolvidos projectos de investigação principalmente pelos alunos da licenciatura em Biotecnologia dos Produtos Naturais que era leccionada por professores doutorados (mas não a tempo inteiro na Faculdade) investigadores e dirigentes do INETI.
O director da Faculdade de Ciências e Tecnologia da Universidade Independente era o físico português Professor Doutor Carvalho Rodrigues.
O secretário de Estado do Desenvolvimento Rural e das Florestas, Rui Nobre Gonçalves, leccionou aulas na Universidade Independente, tal como o assessor do ministro da saúde, Miguel Vieira. Carlos Narciso, o assessor do ministro dos Assuntos Parlamentares Augusto Santos Silva, foi outro dos alunos da Independente. Surgem ainda os nomes de Alberto João Jardim, Joaquim Letria ou Filipe La Féria, que também estiveram ligados a esta universidade, enquanto professores.

## Cumprimento de critérios de qualidade
O ministro da Ciência, Mariano Gago ordenou em Março de 2007 a reavaliação da autorização de funcionamento da Universidade Independente. Um dos motivos prendia-se com o reduzido número de doutorados em tempo integral na Universidade. Mariano Gago referiu como exemplo o facto de existir apenas um doutorado em tempo integral no pólo de Lisboa.

## Crise de 2007
Em 2007, o reitor da instituição, Luís Arouca afasta o vice-reitor Rui Verde, acusando-o de corrupção e de falsificação de documentos. Rui Verde contestou a medida do reitor e decide  apelar ao Tribunal de Comércio de Lisboa que considerou a decisão de Luís Arouca como ilegal. Rui Verde reassumiu o cargo e decidiu afastar o reitor. Contudo, Rui Verde apenas esteve um dia, no dia seguinte foi detido e mais tarde condenado por corrupção, branqueamento de capitais e falsificação de documentos.
A situação da universidade tornou-se caótica, surgindo ao cúmulo de haver dois professores para leccionar a mesma disciplina com duas facções: uns que apoiavam Luís Arouca (entretanto, constituído arguido e mais tarde condenado) e os que defendiam Rui Verde. Os alunos temem pela sua situação, depois de  gastarem os seus rendimentos em propinas e verem dinheiro e tempo perdido para nada. A situação tornava-se grave e grande parte dos alunos começam a tratar da documentação para efectuarem a transferência para outros estabelecimentos de ensino superior.
A 9 de Abril de 2007, o ministro Mariano Gago anunciou o encerramento compulsivo provisório por dez dias úteis, em que os responsáveis da universidade deveriam demonstrar a sua capacidade para a continuação das actividades lectivas, caso o não conseguissem, a universidade seria extinta e os alunos transferidos para outras universidades públicas e privadas.
A 2 de Agosto, o ministro Mariano Gago dá como ordem final o encerramento compulsivo da universidade. A mesma teve até dia 31 de Outubro para finalizar o ano lectivo.
Ao longo de todo este processo, foi ainda posto em causa a forma como José Sócrates conseguiu terminar a sua licenciatura. Contudo, este último processo foi já arquivado.
Findo o prazo legal para o encerramento da instituição, foi dada a oportunidade aos alunos nela inscritos prosseguirem seus estudos em outras instituições de Ensino Superior. A partir de 31 de Janeiro de 2008, toda a documentação dela proveniente, transitará para a Direcção-Geral do Ensino Superior, que ficará encarregue da sua guarda e da emissão das certidões que sejam solicitadas.
Em Fevereiro de 2009, após uma investigação iniciada em 2006, o Ministério Público acusou 26 arguidos por crimes de associação criminosa, fraude fiscal qualificada, abuso de confiança qualificada, falsificação de documento, burla qualificada, corrupção activa/passiva e branqueamento de capitais, entre outros ilícitos.
Amadeu Lima de Carvalho, alegado accionista maioritário da SIDES, empresa detentora da extinta Universidade Independente, foi acusado de mais de 40 crimes, incluindo branqueamento de capitais, burla qualificada, corrupção e fraude fiscal.
O julgamento teve de ser repetido devido à morte da juíza no primeiro.
Em 19 de julho de 2017, o antigo vice-reitor da Universidade Independente Rui Verde foi condenado a uma pena unitária de quatro anos e dois meses de prisão, suspensa por igual período por três crimes de falsificação de documentos e um de fraude fiscal qualificada.
Além de Rui Verde, Amadeu Lima de Carvalho foi condenado a três anos e dois meses de prisão, suspensa por igual período, por três crimes de falsificação.
Elsa Velez, da contabilidade da SIDES, foi condenada a dois anos de prisão, suspensa por igual período, por dois crimes de falsificação.
Na leitura do acórdão, seis arguidos foram condenados e doze foram absolvidos, havendo ainda duas empresas que foram igualmente absolvidas.
Entre as pessoas singulares condenadas, está a funcionária notarial Fátima Carvalho, punida com um ano e três meses de prisão, suspensa por igual período, por crime de falsificação, Joaquim Oliveira, ligado a uma construtora, condenado a um ano e nove meses de prisão, com pena suspensa por igual período, por fraude fiscal, e Nuno Romano, funcionário da Ordem dos Advogados à data dos factos, condenado a um ano e três meses de prisão, suspensa na execução por igual período, por crime de falsificação.